# Konståret 1914

## Händelser

### Juni
- Juni - Första numret av två av Vorticist-tidskriften Blast av Wyndham Lewis publiceras.[1].

### Okänt datum
- Baltimore Museum of Art grundas vid Johns Hopkins University.
- Nina Hamnett och Amedeo Modigliani möts för första gången i Montparnasse.
- Baltiska utställningen visades i Malmö
- Estlands konstfacskola grundades av Estlands konstförening.

## Verk

### Skulptur

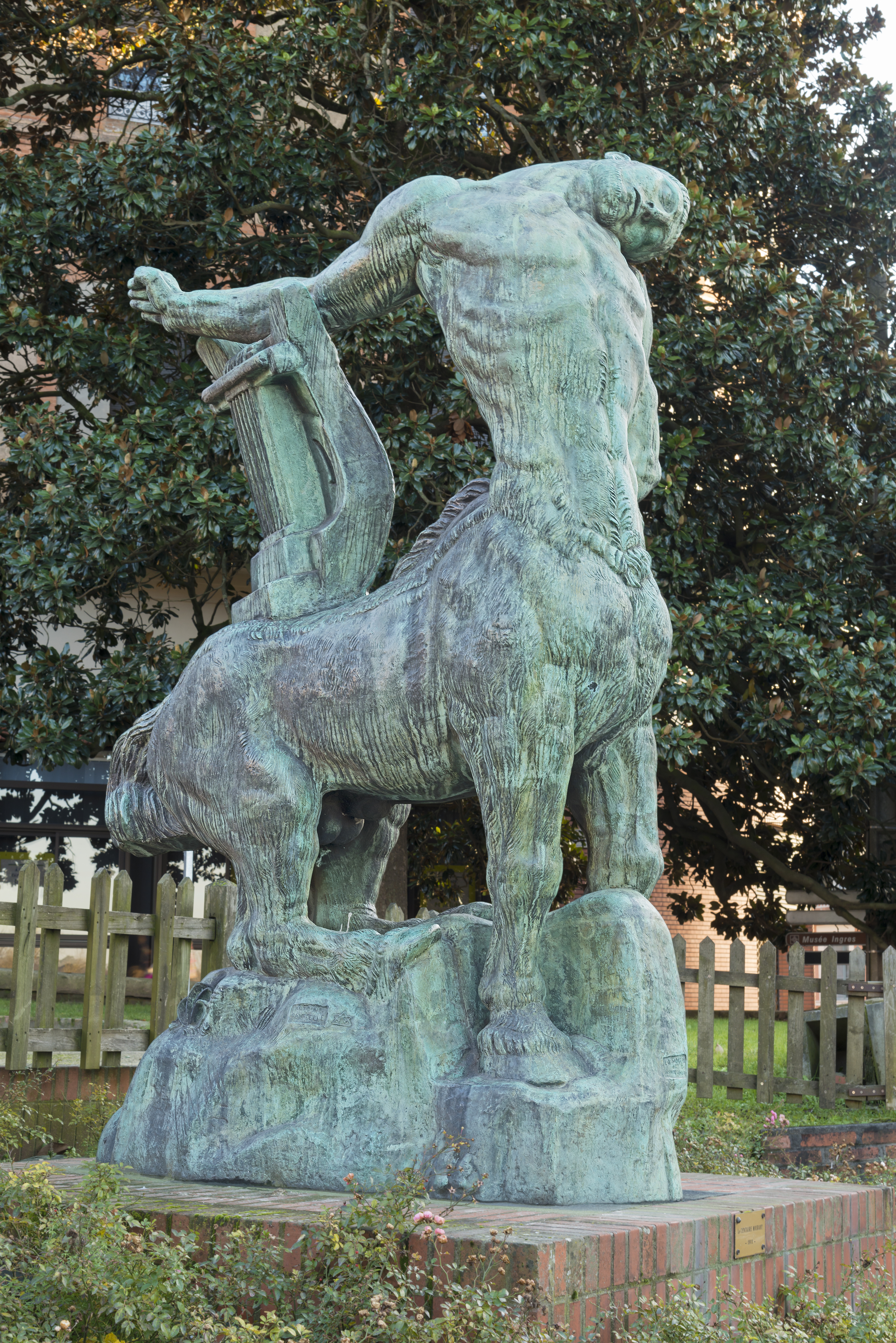
Antoine Bourdelle uppförde sin staty Centaure Mourant år 1914.

- Antoine Bourdelle - Centaure Mourant.

### Bildkonst
- David Bomberg - The Mud Bath (Tate Gallery).
- Ernst Barlach - Der Rächer.
- Marsden Hartley - Portrait of a German Officer

### Byggnadsverk
- Längs Västerbrogatan i Borås blir Borås Wäfveri ABs fabriksbyggnad klar. Elegant följer den Viskans rundning. En blandning av nationalromantik och nordisk klassicism syns i arkitekten Lars Kellmans tappning.
- Av samme arkitekt och längs samma gata blir även biografen Röda Kvarn klar, med dess eklektiska blandning av stilarter.

## Födda
- 5 januari - Nicolas de Staël (död 1955), rysk konstnär.
- 3 mars - Asger Jorn (död 1973), dansk konstnär.
- 4 mars - Ward Kimball (död 2002), amerikansk animatör.
- 15 mars - Gil Elvgren (död 1980), amerikansk pinup- och reklamkonstnär.
- 25 mars - Arne Larzon (död 2000), svensk konstnär.
- 2 april - Hans J. Wegner (död 2007), dansk arkitekt och möbelformgivare.
- 5 april - Jan Raneke (död 2007), svensk heraldiker (fil.dr.) och konstnär.
- 13 april - John Russell Harper (död 1983), kanadensisk konsthistoriker.
- 15 maj - Karl-Erik Forsberg (död 1995), svensk grafisk formgivare, typograf, kalligraf och målare.
- 18 maj - Pierre Balmain (död 1982), fransk modeskapare och arkitekt.
- 21 maj - Oton Gliha (död 1999), kroatisk målare.
- 15 juni - Saul Steinberg (död 1999), amerikansk illustratör och serietecknare.
- 5 juli - Jean Tabaud (död 1996), fransk konstnär.
- 27 juli - Emerson Woelffer (död 2003), amerikansk målare.
- 9 augusti - Tove Jansson (död 2001), finlandssvensk författare och konstnär.
- 15 augusti - Paul Rand (död 1996), amerikansk grafiker.
- 20 augusti - Yann Goulet (död 1999), fransk skulptör.
- 7 september - Gocken Jobs (död 1995), svensk keramik- och textilkonstnär.
- 18 september - Jack Cardiff (död 2009), brittisk fotograf och filmfotograf.
- 5 oktober - Linnéa Lundgren (död 2000), svensk konstnär.
- 17 oktober - Jerry Siegel (död 1996), amerikansk serietecknare.
- 19 oktober - Staffan Hallström (död 1976), svensk konstnär, målare och tecknare.
- 20 oktober - Arne Jones (död 1976), svensk skulptör.
- 5 november - Alton Tobey (död 2005), amerikansk målare.
- 10 november - Gert Marcus (död 2009), svensk konstnär.
- 19 november - Arvid Nilsson (död 1981), svensk målare, grafiker och träsnidare.
- 22 november - Sigurd Persson (död 2003), svensk designer, ädelsmed och skulptör.
- 4 december - Rudolf Hausner, (död 1995), österrikisk konstnär.
- 6 december - Torsten Fridh (död 2014), svensk bildkonstnär och skulptör.
- 16 december - O. Winston Link (död 2001), amerikansk fotograf.
- 19 december - Erik Prytz (död 1992), svensk konstnär.
- 21 december - Ivan Generalić (död 1992), kroatisk målare.
- 27 december - Beth Lagerlund (död 1975), svensk konstnär, tecknare och illustratör.
- okänt datum - Janaq Paço (död 1989), albansk skulptör.
- okänt datum - Mark Sylwan (död 1994), svensk grafiker och tecknare.
- okänt datum - Piet Esser (död 2004), nederländsk skulptör.

## Avlidna
- 21 januari – Theodor Kittelsen (född 1857), norsk konstnär.
- 26 januari – Jane Burden (född 1839), engelsk konstnärsmodell.
- 25 februari – Sir John Tenniel (född 1820), engelsk illustratör.
- 27 mars – Spencer Gore (född 1878), brittisk målare.
- 18 maj – Anders Forsberg (född 1871), svensk satirtecknare begår självmord.
- 18 maj – Charles Sprague Pearce (född 1851), amerikansk målare.
- 20 augusti  – Amélie Lundahl (född 1850), finlandssvensk bildkonstnär.
- 10 oktober – Johan Jacob Ahrenberg (född 1847), finländsk arkitekt, konstnär och författare.
- 26 september – August Macke (född 1887), tysk målare.
- 29 september – Alf Wallander (född 1862), svensk konstnär, konsthantverkare och formgivare.
- 29 oktober – Félix Bracquemond (född 1833), fransk målare och etsare.
- 31 december – Lotten Ehrenpohl (född 1841), svensk bigittinernunna och målare.

### Fotnoter
1. ↑  ”Vorticism”. Msn Encarta. Arkiverad från originalet den 22 maj 2007. https://web.archive.org/web/20070522043958/http://encarta.msn.com/encnet/refpages/RefArticle.aspx?refid=761580283. Läst 17 oktober 2009.